# Арташаван
Арташава́н (вірм. Արտաշավան) — село в марзі Арагацотн, у центрі Вірменії.

## Географія
Село розташоване за 12 км на північ від міста Аштарак і за 27 км на південь від міста Апаран. За 2 км на південний схід, на річці Касах розташоване село Сагмносаван, за 6 км на південь розташований осіло Оганаван, за 5 км на південь розташоване село Уши, а за 7 км на північ розташоване село Апнагюх.

## Транспорт
Село розташоване на ділянці Аштарак — Апаран траси Єреван — Спітак. Крім транзитного транспорту, з села курсує автобус № 505 «Арташаван — Оганаван — Єреван» (вартість 350 драм) і маршрутка № 506 «Арташаван — Оганаван — Єреван» (вартість 350 драм).

## Загальна інформація
У селі розташована церква VII століття.
Будівництво в Арташавані трубопроводу, що забезпечує подачу питної води та внутрішньої системи розподілу води є черговим серйозним кроком у напрямку вирішення проблеми подачі питної води. У Арташавані розташований радар, який відстежує і контролює градові хмари. У разі граду, біля підніжжя Арагацу розташоване градобійне знаряддя, яке буде перешкоджати псуванню врожаю. Щорічно град завдає великих збитків сільському господарству регіону.
Клімат сухий і спекотний.
| Рік  | Чисельність | Чисельність |
| ---- | ----------- | ----------- |
| 1873 | 286         | [ 1 ]       |
| 1897 | 485         | [ 1 ]       |
| 1926 | 602         | [ 1 ]       |

| Рік  | Чисельність | Чисельність |
| ---- | ----------- | ----------- |
| 1939 | 548         | [ 1 ]       |
| 1959 | 331         | [ 1 ]       |
| 1970 | 493         | [ 1 ]       |

| Рік  | Чисельність | Чисельність |
| ---- | ----------- | ----------- |
| 1989 | 666         | [ 2 ]       |
| 2001 | 624         | [ 1 ]       |
| 2011 | 589         | [ 3 ]       |

| Рік  | Чисельність | Чисельність |
| ---- | ----------- | ----------- |
| 1873 | 286         | [ 1 ]       |
| 1897 | 485         | [ 1 ]       |
| 1926 | 602         | [ 1 ]       |

| Рік  | Чисельність | Чисельність |
| ---- | ----------- | ----------- |
| 1939 | 548         | [ 1 ]       |
| 1959 | 331         | [ 1 ]       |
| 1970 | 493         | [ 1 ]       |

| Рік  | Чисельність | Чисельність |
| ---- | ----------- | ----------- |
| 1989 | 666         | [ 2 ]       |
| 2001 | 624         | [ 1 ]       |
| 2011 | 589         | [ 3 ]       |